# Швидкохідний катер проєкту 58165
Швидкохідний катер проєкту 58165 (шифр «Бриз-40») — призначений для несення служби з охорони кордону на річках, озерах, прибережних районах морів і забезпечення служби морських контрольно-пропускних пунктів, екологічного контролю та рятувальних операцій. Розробник: ДП «Дослідно-проєктний центр кораблебудування», Миколаїв.

## Тактико-технічні характеристики
Загальні кораблебудівні характеристики
- Довжина, найбільша 25,5 м
- Ширина, найбільша 5,2 м
- Осадка, максимальна 1,6 м
- Водотоннажність, повна 46,5 т
- Автономність 5 діб
- Екіпаж 6 осіб (+ 2 місця)
- Матеріал основного корпусу та надбудови – легкий сплав

Енергетична установка та швидкість
- Енергетична установка 2 дизеля
- Максимальна швидкість: не менше 38 вуз.
- Дальність плавання не менше 500 миль (15 вуз.)

Радіотехнічні засоби
- Навігаційна РЛС
- Оптико-електронна система спостереження
- ГАС ПДСЗ
- Оптико-електронна система виявлення лазерного випромінювання
- Система постановки пасивних перешкод
- Інтегрований комплекс внутрішнього та зовнішнього зв’язку
- Інтегрований місток

Озброєння
- Бойовий модуль у складі:
- 1х1 12,7-мм кулемет
- 1х1 40-мм автоматичний гранатомет
- Доглядовий катер

## Зовнішні посилання
- Швидкохідний катер проєкту 58165 (шифр «Бриз-40») [Архівовано 21 жовтня 2017 у Wayback Machine.]
- Катер морської охорони пр. 58130, шифр «Орлан». shipbuilding.mk.ua. Миколаїв місто корабелів. 27 травня 2019. Архів оригіналу за 12 серпня 2020. Процитовано 27 травня 2019.
- Проект катеру пр. 58165 «Бриз-40». shipbuilding.mk.ua. Миколаїв місто корабелів. 22 жовтня 2018. Процитовано 27 травня 2019.